# Kābījār
Kābījār (persiska: Kāhbījār, کابیجار) är en ort i Iran.   Den ligger i provinsen Gilan, i den norra delen av landet, 200 km nordväst om huvudstaden Teheran. Kābījār ligger 83 meter över havet och antalet invånare är 291.
Terrängen runt Kābījār är kuperad. Runt Kābījār är det ganska tätbefolkat, med 134 invånare per kvadratkilometer. Närmaste större samhälle är Lāhījān, 11,4 km nordväst om Kābījār. I omgivningarna runt Kābījār växer i huvudsak blandskog.